# Miguel Cardona
Miguel Angel Cardona (sinh ngày 11 tháng 7 năm 1975) là một nhà giáo dục người Mỹ, từng là Ủy viên Giáo dục Connecticut từ năm 2019. Tổng thống Joe Biden có kế hoạch đề cử Cardona làm bộ trưởng giáo dục trong Nội các Joe Biden.
Là người quê Meriden, Connecticut, Cardona bắt đầu làm giáo viên lớp 4 tại Trường Tiểu học Putnam. Năm 2003, ở tuổi 27, ông được bổ nhiệm làm hiệu trưởng Trường Hanover, cũng ở Meriden, khiến ông trở thành hiệu trưởng trẻ nhất trong bang.